# حسين حاجيان (مقاطعة فسا)
حسين حاجيان (بالإنجليزية: Tolombeh-ye Hajj Hoseyn Hajjian)‏ هي human-geographic territorial entity تقع في فارس في إيران.